# Хершел (кратер на Марс)
Вижте пояснителната страница за други значения на Хершел (кратер).
Хершел е голям кратер на планетата Марс. Кратерът е кръстен на астронома от 18 век Уилям Хершел.
Хершел е широк 300 km и с тази големина първоначално е считан за ударен басейн. Намира се до осеяните с кратери планински възвишения в южното полукълбо на Марс. Открит е от Марс Глобъл Сървейър и включва в себе си част от тъмните пясъчни дюни на Марс.